# Fudbalski klub Metalec Skopje
Lo Fudbalski klub Metalec, in (in macedone Фудбалски клуб Металец?), noto come Metalec Skopje, fu una società calcistica macedone con sede nella città di Skopje. Fra il 1921 ed il 1941 era noto come SSK, acronimo di Skopski sportski klub, (in macedone ССК, Скопски спортски клуб?).
Fu uno dei club più titolati della sottofederazione di Skopje.

## Storia
Il club nasce come Skopski sportski klub nel 1921 e viene incorporato nella Skopska župa ("parrocchia di Skopje"), una delle župe in cui era divisa la sottofederazione di Belgrado. Nel dicembre 1927 entra a far parte della neoformata sottofederazione di Skopje e nel 1930 vince il suo primo titolo, però la SLP riscontra irregolarità nella parte autunnale della stagione ed annulla il torneo.
Nel 1931, a torneo in corso, la JNS ferma i campionati e invita le squadre migliori di ogni sottofederazione a disputare le qualificazione per il campionato nazionale. Il SSK è fra queste, ma viene subito eliminato dal Soko Belgrado (2–3 e 1–4).
Nelle 3 stagioni successive vince ogni volta il campionato sottofederale, ma non riesce mai a qualificarsi al campionato nazionale. Nel 1932 finisce quinto su 6 squadre, davanti al solo Gragjanski Nel 1933 ritenta, ma viene eliminato al 2º turno di qualificazione dallo Jedinstvo Paraćin (0–4 e 2–0), mentre nel 1934 finisce quinto (ultimo) nel II gruppo di qualificazione.
Vince altre due volte il campionato sottofederale nel 1939 e nel 1940, ma ancora non riesce a raggiungere il campionato nazionale. Nel 1939 viene sconfitto nella finale degli spareggi dal Vojvodina (2–2 e 1–4), per poi venir eliminato nei ripescaggi dal Balšić (0–1 e 1–2). Nel 1940, dopo aver eliminato Železničar Niš e Jedinstvo Čačak, viene battuto in finale dallo Jugoslavija Jabuka (2–4 e 2–4), e venir battuto poi nell'ulteriore spareggio dal BASK Belgrado (3–2 e 0–3).
Il 6 aprile 1941 le potenze dell'Asse cominciano l'invasione della Jugoslavia, il paese viene smembrato e Skopje entra a far parte della Bulgaria. Il SSK viene assorbito dal Gragjanski che diventa Makedonija e confluisce nel campionato bulgaro dove raggiunge la semifinale della coppa nazionale nel 1941 e la finale del campionato nel 1942.
Dopo la fine della seconda guerra mondiale, Skopje ritorna in Jugoslavia ed il SSK rinasce come FK Metalec, che entra a far parte dei campionati della Makedonska republička liga (il torneo della Macedonia). Nel 1955 vince il campionato e viene promosso in seconda divisione, all'epoca divisa in 5 zone, dove rimane per due stagioni.
Nel 1960 si fonde con il FK Industrijalec a formare il MIK Skopje, acronimo di "Metalska Industrija Kale".

## Palmarès

### Competizioni nazionali
- Campionato della sottofederazione calcistica di Skopje: 5

1932, 1933, 1934, 1939, 1940
- Makedonska republička liga: 1

1955